# Antagonista dei recettori H2
Gli antagonisti dei recettori H2, chiamati anche H2 antagonisti, sono una classe di farmaci utilizzati per bloccare l'azione dell'istamina sulle cellule parietali dello stomaco, diminuendo in questo modo il rilascio di acido cloridrico.
Vengono utilizzati per la cura della gastrite, dell'ulcera gastrica e della dispepsia, sebbene siano stati superati dagli inibitori della pompa protonica.

## Storia e sviluppo
Il primo H2 antagonista prodotto è stata la cimetidina, il prototipo dei successivi H2 antagonisti, sviluppata dalla Smith, Kline & French (l'attuale GlaxoSmithKline) nel corso degli anni '60 del 1900 ed immesso in commercio nel 1976 con il nome di Tagamet.
Fin dal 1964 si sapeva che l'istamina stimolava la secrezione di acido cloridrico ma i normali antistaminici, gli antagonisti del recettore H1, allora conosciuti non avevano attività sul blocco del rilascio di acido. Si postulò quindi la presenza di due tipi recettoriali diversi, su uno dei quali i normali antistaminici non avevano effetto. La scoperta che la cimetidina era in grado di inibire il rilascio di acido, confermó l'ipotesi dell'esistenza di due diversi tipi di recettori, uno dei quali specifico per mediare il rilascio di acido cloridrico.
Dalla cimetidina furono sviluppati altri antagonisti, tra i quali la ranitidina, introdotta in commercio nel 1981.

## Farmacologia
Attualmente la famiglia dei recettori dell'istamina comprende quattro tipologie di recettori, e nello specifico il recettore H2 è quello coinvolto nella mediazione del rilascio di acido cloridrico. I farmaci antagonisti del recettore H2 si legano alla struttura recettoriale, impedendo il legame con l'istamina, impedendo il rilascio di acido cloridrico.

## Uso clinico
Gli H2-antagonisti sono usati dai medici nel trattamento delle condizioni gastrointestinali acido-correlate, tra cui:
- Malattia dell'ulcera peptica (PUD)
- Malattia da reflusso gastroesofageo (GERD / GORD)
- Dispepsia
- Prevenzione dell'ulcera da stress (un'indicazione specifica della ranitidina)

Prevenzione della polmonite da aspirazione durante l'intervento chirurgico. Gli antagonisti H2 orali riducono l'acidità e il volume gastrici e hanno dimostrato di ridurre la frequenza della polmonite da aspirazione; tuttavia, questo beneficio in termini di aspirazione non è stato dimostrato con gli antagonisti H2 EV.
Le persone che soffrono di bruciore di stomaco raro possono assumere antiacidi o antagonisti dei recettori H2 per il trattamento. Gli H2-antagonisti offrono numerosi vantaggi rispetto agli antiacidi, tra cui una durata d'azione più lunga (6-10 ore contro 1-2 ore per gli antiacidi), una maggiore efficacia e la capacità di essere utilizzati a scopo profilattico prima dei pasti per ridurre la possibilità di bruciore di stomaco. Gli inibitori della pompa protonica, tuttavia, sono il trattamento preferito per l'esofagite erosiva poiché hanno dimostrato di promuovere la guarigione meglio degli H2-antagonisti.

## Effetti avversi
Gli antagonisti H2 sono, in generale, ben tollerati, ad eccezione della cimetidina, in cui tutte le seguenti reazioni avverse al farmaco (ADR) sono comuni. Le reazioni avverse poco frequenti includono ipotensione. Le reazioni avverse rare includono: mal di testa, stanchezza, vertigini, confusione, diarrea, costipazione ed eruzione cutanea. Inoltre, ginecomastia si è verificata nello 0,1% - 0,5% degli uomini trattati per condizioni non ipersecretorie con cimetidina per 1 mese o più e in circa il 2% degli uomini trattati per condizioni patologiche ipersecretorie; in un numero ancora minore di uomini, la cimetidina può anche causare perdita di libido e impotenza, che sono tutte reversibili con la sospensione.
Una revisione di 31 studi ha rilevato che il rischio complessivo di polmonite è di circa 1 su 4 più alto tra gli utenti di antagonisti H2.

## Interazioni farmacologiche
Per quanto riguarda la farmacocinetica, la cimetidina in particolare interferisce con alcuni meccanismi del corpo del metabolismo e dell'eliminazione del farmaco attraverso la via epatica del citocromo P450 (CYP). Per essere precisi, la cimetidina è un inibitore degli enzimi P450 CYP1A2, CYP2C9, CYP2C19, CYP2D6, CYP2E1, CYP3A4. Riducendo il metabolismo dei farmaci attraverso questi enzimi, la cimetidina può aumentare le loro concentrazioni sieriche a livelli tossici. Molti farmaci sono interessati, tra cui warfarin, teofillina, fenitoina, lidocaina, chinidina, propranololo, labetalolo, metoprololo, metadone, antidepressivi triciclici, alcune benzodiazepine, calcio antagonisti diidropiridinici, sulfoniluree, metronidazolo, e alcune droghe ricreative come l'etanolo. metilendiossimetamfetamina (MDMA).
Gli antagonisti del recettore H2 sviluppati più di recente hanno meno probabilità di alterare il metabolismo del CYP. La ranitidina non è un potente inibitore del CYP come la cimetidina, sebbene condivida ancora molte delle interazioni di quest'ultima (come warfarin, teofillina, fenitoina, metoprololo e midazolam). La famotidina ha un effetto trascurabile sul sistema CYP e sembra non avere interazioni significative.